# Le Jardinier (film, 2025)
Pour les articles homonymes, voir Le Jardinier.
Pour plus de détails, voir Fiche technique et Distribution.
Le Jardinier est un film, avec Jean-Claude Van Damme et Michaël Youn, réalisé par David Charhon et sorti en 2025 sur Prime Video.

## Synopsis
Serge Shuster (Michaël Youn) est un haut fonctionnaire proche du président de la République. Ce père de famille se retrouve au cœur d'un complot et son nom apparaît sur la liste des hommes à abattre. Pour protéger sa femme et ses enfants, il va trouver de l'aide auprès de leur étrange et mystérieux jardinier, un homme nommé Léo (Jean-Claude Van Damme).

## Fiche technique
Sauf indication contraire, les informations mentionnées dans cette section peuvent être confirmées par la base de données cinématographiques IMDb,  présente dans la section « Liens externes ».
- Titre original : Le Jardinier
- Réalisation : David Charhon
- Scénario : David Charhon, Vincent de Brus et Sébastien Fechner
- Musique : Alexandre Azaria
- Décors : Hubert Pouille
- Costumes : Sybille Langh
- Photographie : Thierry Arbogast
- Montage : Guillaume Houssais
- Production : Sébastien Fechner
- Société de production : Rose Productions
- Société de distribution : Prime Video (France)
- Budget : N/A
- Pays de production :  France
- Langue originale : français
- Format : couleur
- Genre : comédie, action
- Date de sortie[1] : 10 janvier 2025  (sur Prime Video)

## Distribution
- Jean-Claude Van Damme : Léo le jardinier / Léonidas / Sergent Baume
- Michaël Youn : Serge Shuster
- Mathias Quiviger : Esmeralda
- Nawell Madani : Mia Shuster
- Jérôme Le Banner : Phoebus / Commandant Masson
- Kaaris : Quasimodo
- Élie Semoun : Dr Dominique Rouma
- Danielle Renault : Jeanne
- Vincent Desagnat : major de gendarmerie du ministère
- Arthur Lombard : gendarme du ministère
- Carla Poquin : Alice, la fille de Serge
- David Charhon : Didier le chevelu
- Yves Martineau: chauffeur de limousine

## Production
Le projet est annoncé début 2024. David Charhon retrouve ainsi Jean-Claude Van Damme quelques années après Le Dernier Mercenaire (2021).
Le tournage a lieu en France et en Belgique. Il s'achève en avril 2024.

## Sortie et accueil
Dès l'annonce du projet début 2024, il est précisé que le film sera distribué par Bluefox en Amérique du Nord, par Prime Video en France, ou encore par Mediasquad dans la plupart des pays d'Europe de l'Est. En novembre 2024, il est annoncé que le film sera distribué par Falcon au Moyen-Orient, Films4U au Portugal, Spentzos en Grèce, Prime Video (Italie, Espagne).